# Frontera entre Guyana i Surinam
La frontera entre Guyana i Surinam és una frontera internacional que delimita els territoris nacionals de Guyana i Surinam adjacents al nord d'Amèrica del Sud, així com fora d'ella a l'oceà Atlàntic.

## Traçat
La frontera terrestre segueix el riu Courantyne. Dos punts són fonts de disputa entre tots dos països:
- La possessió del curs mateix del Courantyne (Surinam reivindica una frontera sobre el marge esquerre del riu, Guyana segueix el seu tàlveg);
- La regió al sud, entre els rius New (frontera reivindicada per Surinam) i el Kutari (frontera reivindicada per Guyana), dos afluents del Courantyne.

A causa de la querella fronterera en relació amb el Courantyne, existia igualment un contenciós quant a la frontera marítima entre tots dos països. Aquest diferendo va ser dirimit el 17 de setembre de 2007 per la Cort Permanent d'Arbitratge (CPA), que va considerar que el mètode d'equidistància havia d'utilitzar-se per delimitar la plataforma continental i la zona econòmica exclusiva.

## Història

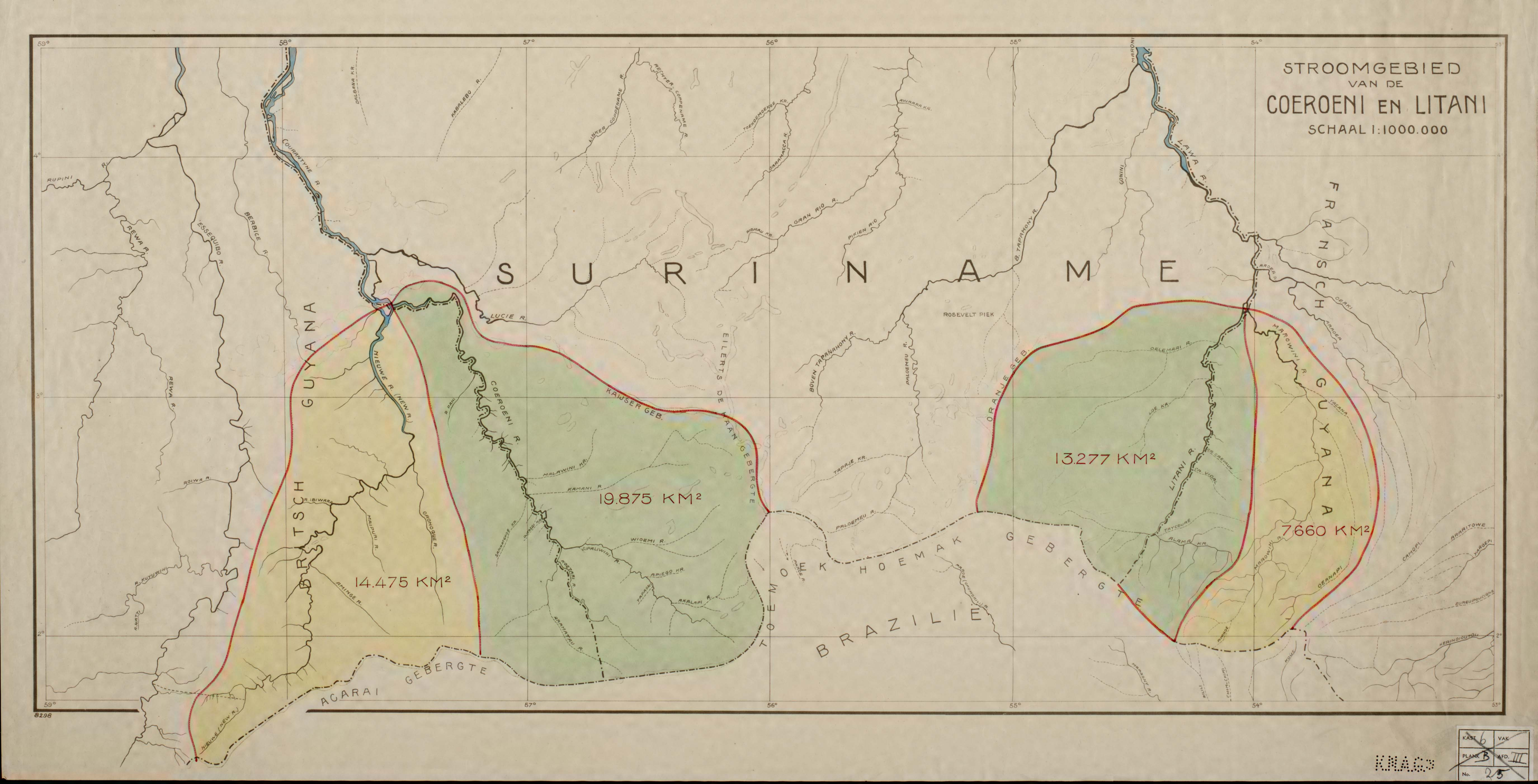
Disputes frontereres de Surinam.

Durant les guerres napoleòniques, el Regne Unit va ocupar les colònies de la Guaiana Neerlandesa (Demerara, Berbice, Esequibo i Surinam). En aquells temps, la frontera entre Berbice i de Surinam no estava clarament definida, encara que un acord conclòs entre els seus governadors respectius en 1799 atribuïa tota la regió fins a la marge esquerra del riu Courantyne a la colònia de Berbice. Pel tractat angloneerlandès de 1814, els Països Baixos renunciaven formalment a les colònies de Demerara, Berbice i Esequibo en benefici del Regne Unit, però conservaven Surinam. En 1831, les tres possessions van ser reunides en una nova entitat, la Guaiana britànica.
En 1841, l'explorador britànic Robert Hermann Schomburgk va remuntar el riu Courantyne amb la finalitat d'establir la frontera entre les possessions britàniques i la neerlandesa. Ell la va fixar sobre el riu Kutari, que va creure era el braç principal del riu. No obstant això, en 1871, el geòleg britànic Barrington Brown va descobrir un afluent del Courantyne, el New, més ample que el Kutari segons el seu relat. El New està situat a l'oest del Kutari, resultant així una regió disputada entre tots dos països que consistia en un triangle d'aproximadament 16 000 km² que delimitava tots dos cursos d'aigua. En 1899, l'arbitratge de París, a càrrec de liquidar la querella anglo-veneçolana en relació amb la Guaiana Esequiba, va concloure igualment a favor de la Guaiana britànica en relació amb el problema de la seva frontera oriental.
En 1936, una comissió mixta va redactar un compromís: els Països Baixos rebrien el riu Courantyne, però abandonarien els seus reclams sobre el triangle del riu New. També es va definir un punt en la riba oest del Courantyne com una desviació del límit marítim entre les colònies, que formaria un angle de 10 graus amb el meridià. L'esclat de la Segona Guerra Mundial va impedir la celebració d'aquest acord. A finalitats de la dècada de 1950 i principis de la de 1960, es van produir nous intents d'arranjaments, sense resultats concrets, mentre es produïen incidents a l'àrea del triangle del New. Tots els intents de resoldre el conflicte han fracassat fins ara.